# Lokeren
Lokeren este un oraș neerlandofon situat în provincia Flandra de Est, regiunea Flandra din Belgia. La 1 ianuarie 2008 avea o populație totală de 38.489 locuitori. 

## Geografie
Comuna actuală Lokeren a fost formată în urma unei reorganizări teritoriale în anul 1977, prin înglobarea într-o singură entitate a 3 comune învecinate. Suprafața totală a comunei este de 67,50 km². Comuna este subdivizată în secțiuni, ce corespund aproximativ cu fostele comune de dinainte de 1977. Acestea sunt:
| - I. Lokeren - IV. Heiende - II. Daknam - III. Eksaarde - V. Doorslaar |

Localitățile limitrofe sunt:
- Comuna Sint-Niklaas:
  - a. Sinaai
- Comuna Waasmunster:
  - b. Waasmunster
- Comuna Zele:
  - c. Zele
- Comuna Berlare:
  - d. Overmere
- Comuna Laarne:
  - e. Laarne
- Comuna Lochristi:
  - f. Beervelde
  - g. Zeveneken
  - h. Zaffelare
- Comuna Wachtebeke:
  - i. Wachtebeke
- Comuna Moerbeke:
  - j. Moerbeke

## Localități înfrățite
- Polonia: Ropczyce.